# Saison 2016 de l'équipe cycliste Roubaix Métropole européenne de Lille
La saison 2016 de l'équipe cycliste Roubaix Métropole européenne de Lille est la dixième de cette équipe.

## Préparation de la saison 2016

### Arrivées et départs
| Arrivées          | Équipe 2015                |
| ----------------- | -------------------------- |
| Daan Myngheer     | Verandas Willems           |
| Nicolas Moncomble | VC Roubaix Lille Métropole |
| Florent Pereira   | Pro Immo Nicolas Roux      |
| Félix Pouilly     | CC Nogent-sur-Oise         |
| Louis Verhelst    | Cofidis                    |

| Départs             | Équipe 2016                      |
| ------------------- | -------------------------------- |
| Thomas Damuseau     | retraite                         |
| Timothy Dupont      | Verandas Willems                 |
| Rudy Kowalski       | Charvieu-Chavagneux IC           |
| Daan Myngheer       | décès                            |
| Romain Pillon       | ESEG Douai-Origine Cycles        |
| Baptiste Planckaert | Wallonie Bruxelles-Group Protect |

## Coureurs et encadrement technique

### Effectif
| Cycliste          | Date de naissance | Nationalité | Équipe 2015                |  |
| ----------------- | ----------------- | ----------- | -------------------------- |  |
| Julien Antomarchi | 16 mai 1984       | France      | Roubaix Lille Métropole    |  |
| Rudy Barbier      | 18 décembre 1992  | France      | Roubaix Lille Métropole    |  |
| Dieter Bouvry     | 31 juillet 1992   | Belgique    | Roubaix Lille Métropole    |  |
| Jérémy Leveau     | 17 avril 1992     | France      | Roubaix Lille Métropole    |  |
| Nicolas Moncomble | 19 octobre 1982   | France      | VC Roubaix Lille Métropole |  |
| Daan Myngheer     | 13 avril 1993     | Belgique    | Verandas Willems           |  |
| Florent Pereira   | 19 octobre 1993   | France      | Pro Immo Nicolas Roux      |  |
| Félix Pouilly     | 22 septembre 1994 | France      | CC Nogent-sur-Oise         |  |
| Jimmy Turgis      | 10 août 1991      | France      | Roubaix Lille Métropole    |  |
| Maxime Vantomme   | 8 mars 1986       | Belgique    | Roubaix Lille Métropole    |  |
| Louis Verhelst    | 28 août 1990      | Belgique    | Cofidis                    |  |
| Stagiaire         | Date de naissance | Nationalité | Équipe 2016                |  |
| Pierre Barbier    | 25 septembre 1997 | France      | VC Rouen 76                |  |
| Dylan Kowalski    | 26 janvier 1994   | France      | VC Rouen 76                |  |

Portraits
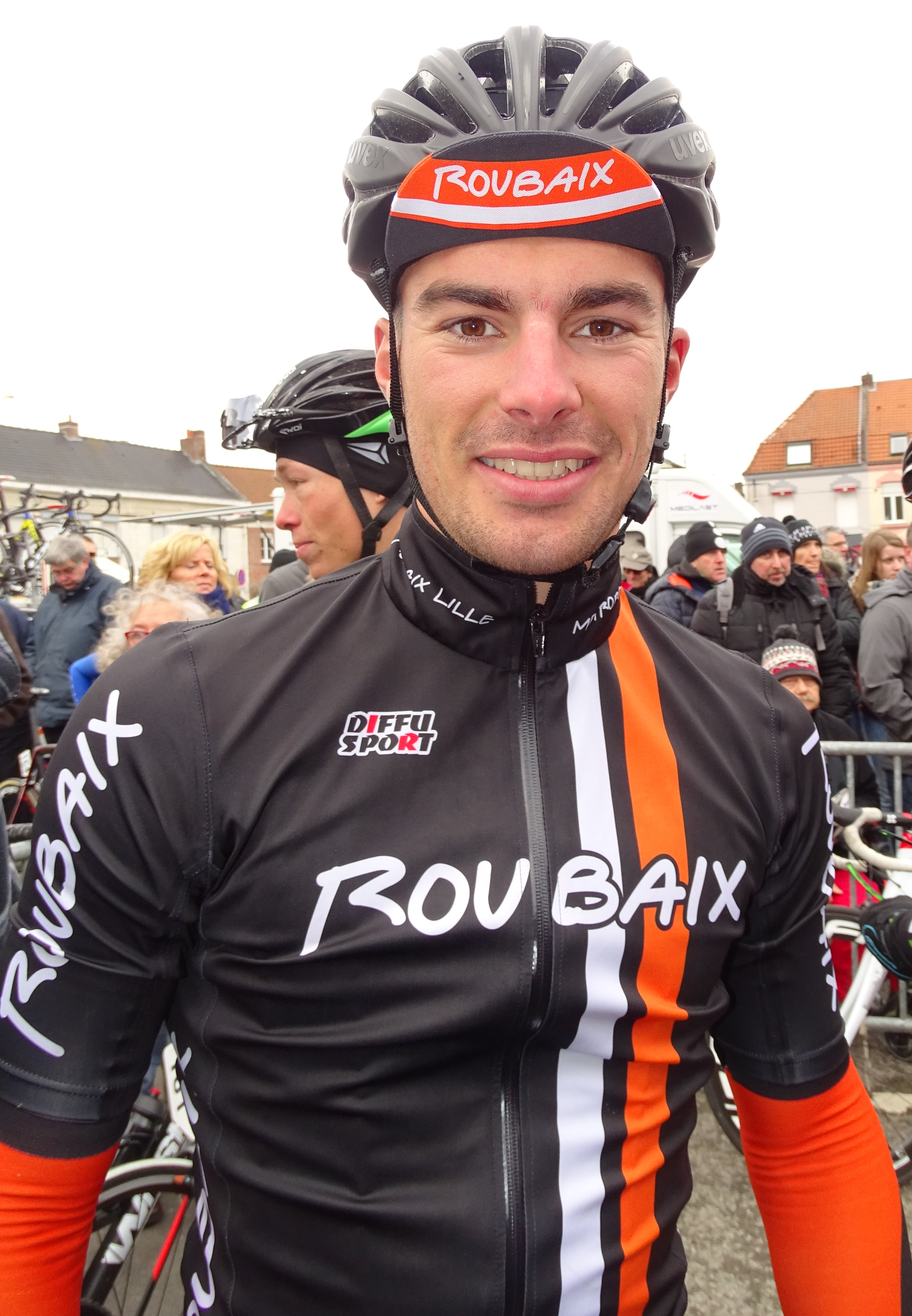
Rudy Barbier.
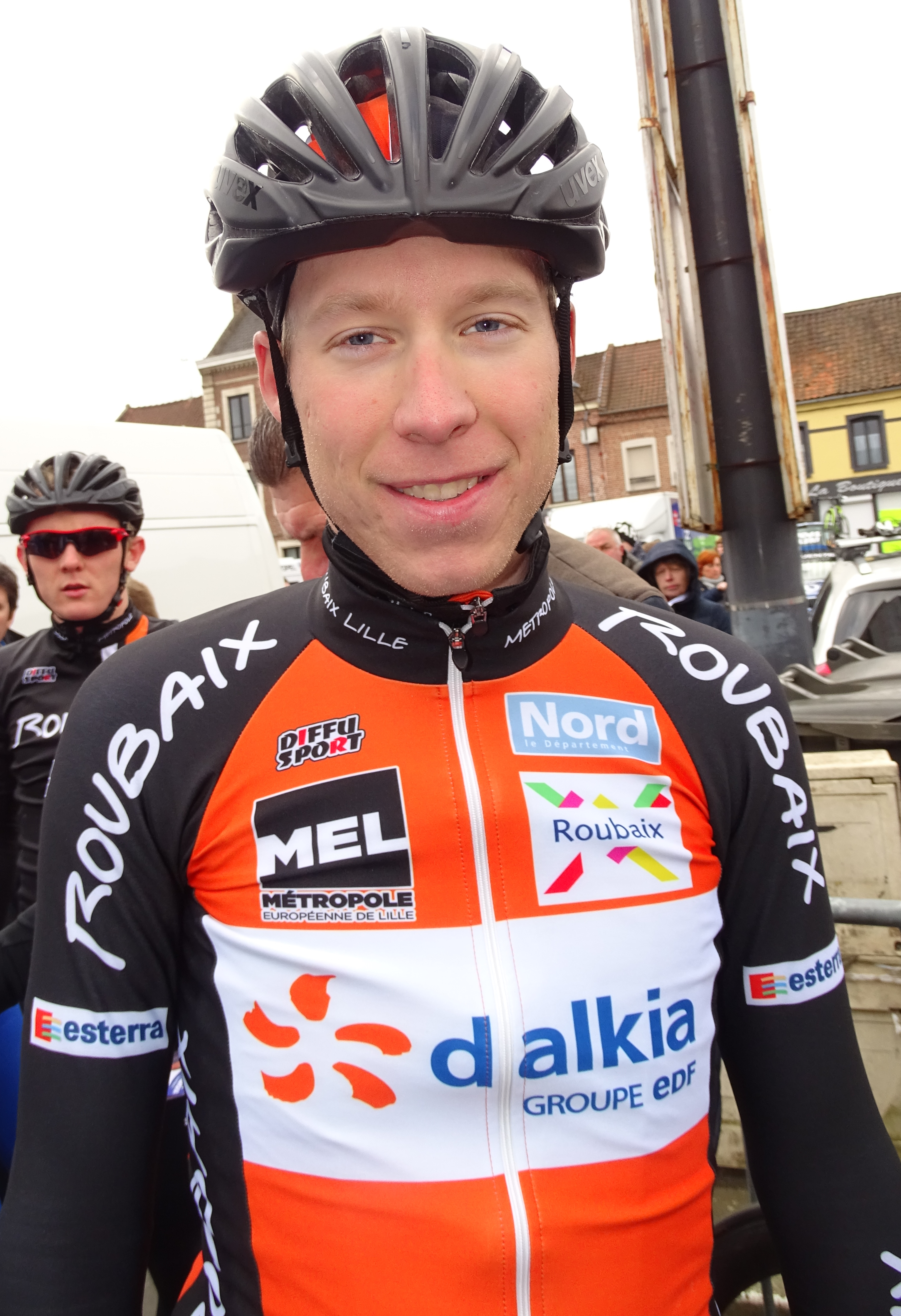
Dieter Bouvry.
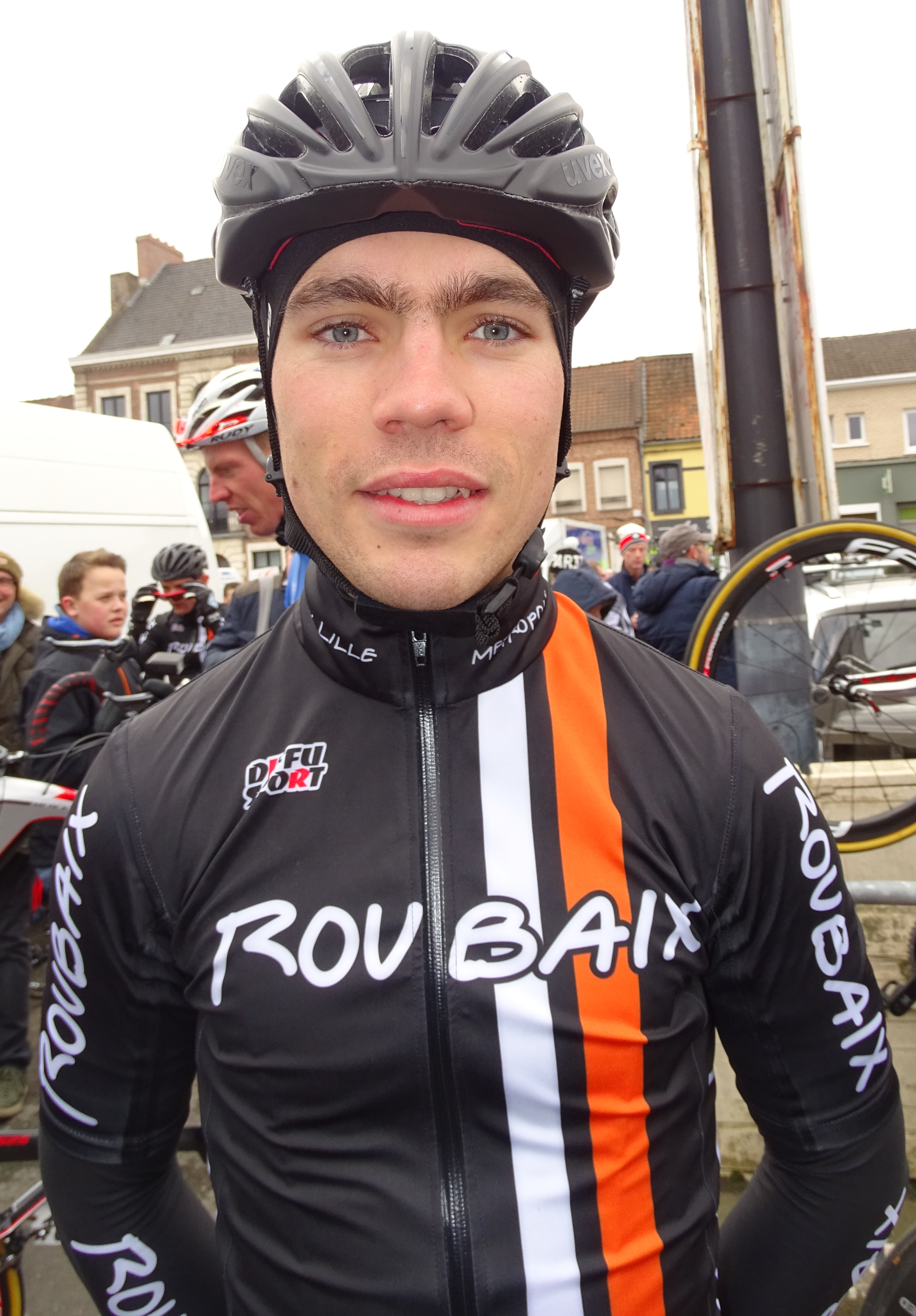
Jérémy Leveau.
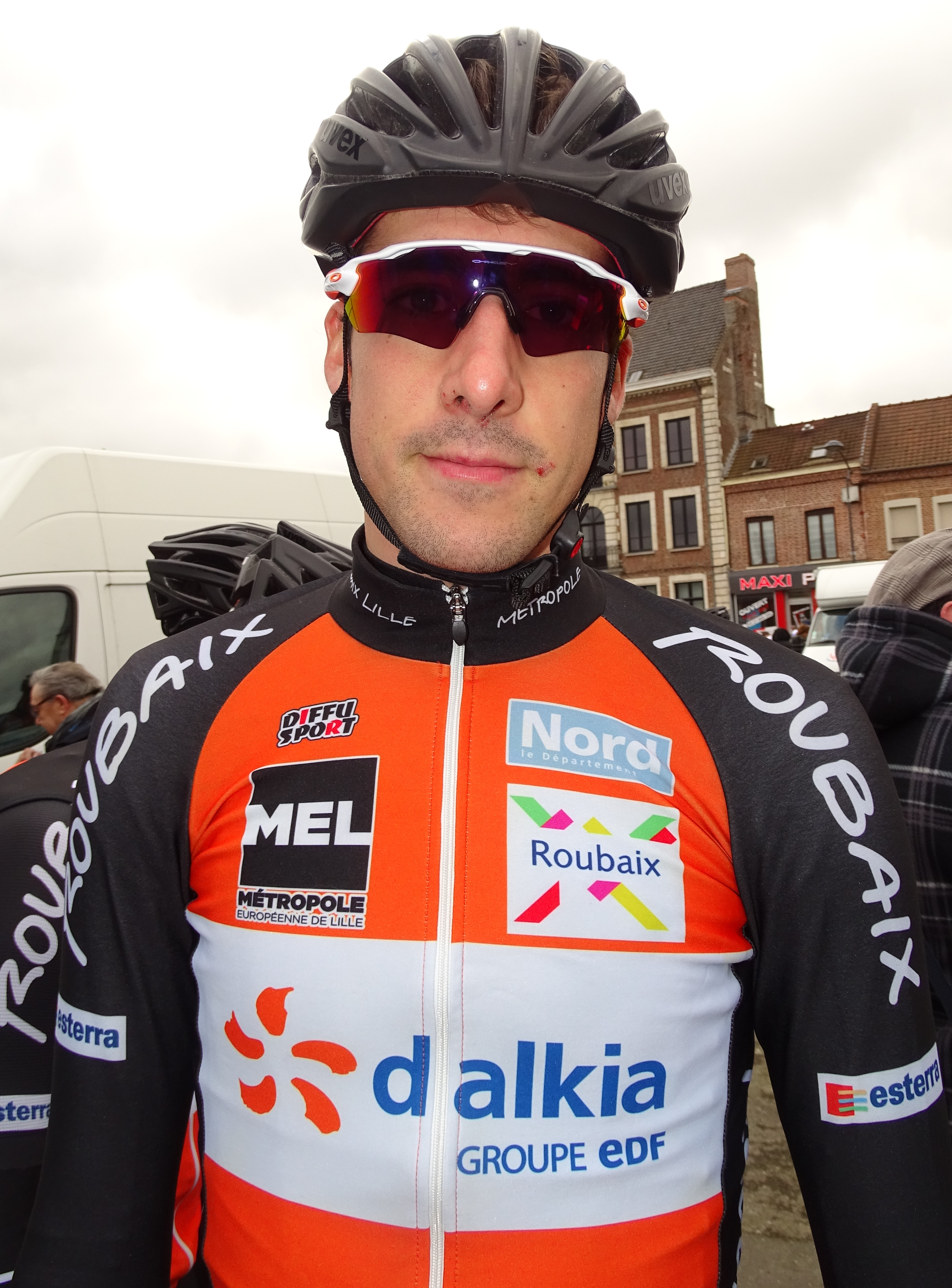
Daan Myngheer.
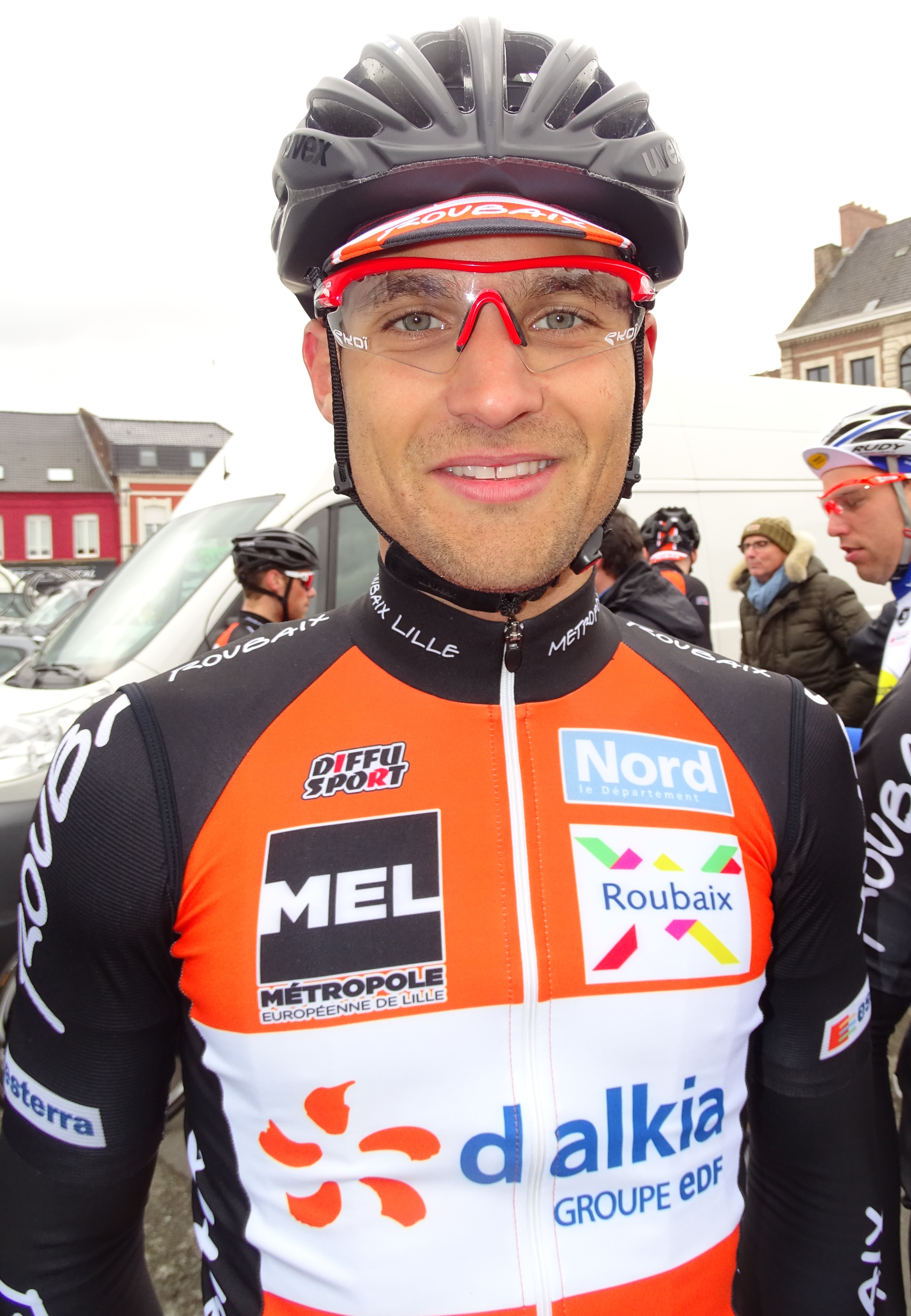
Florent Pereira.
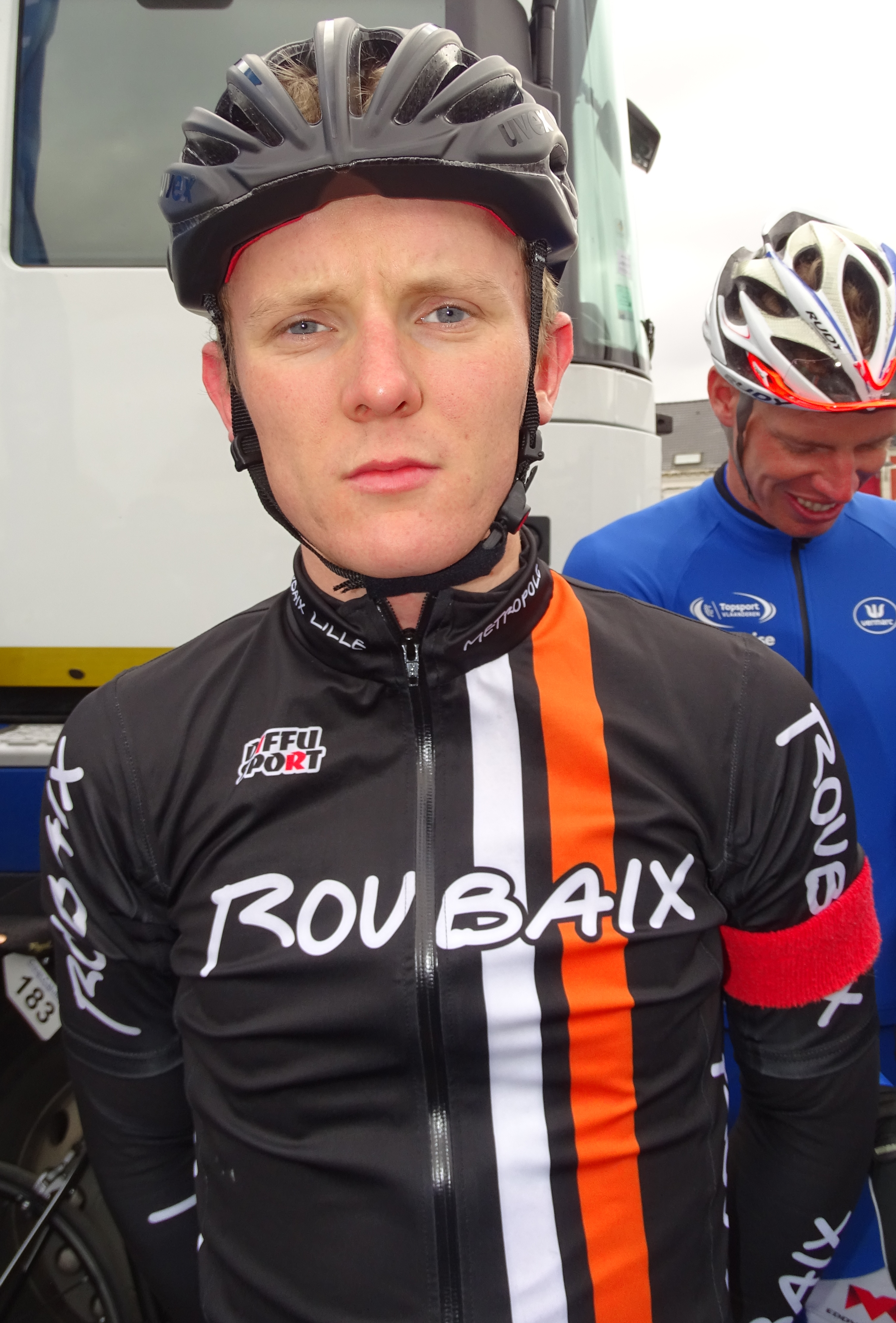
Félix Pouilly.
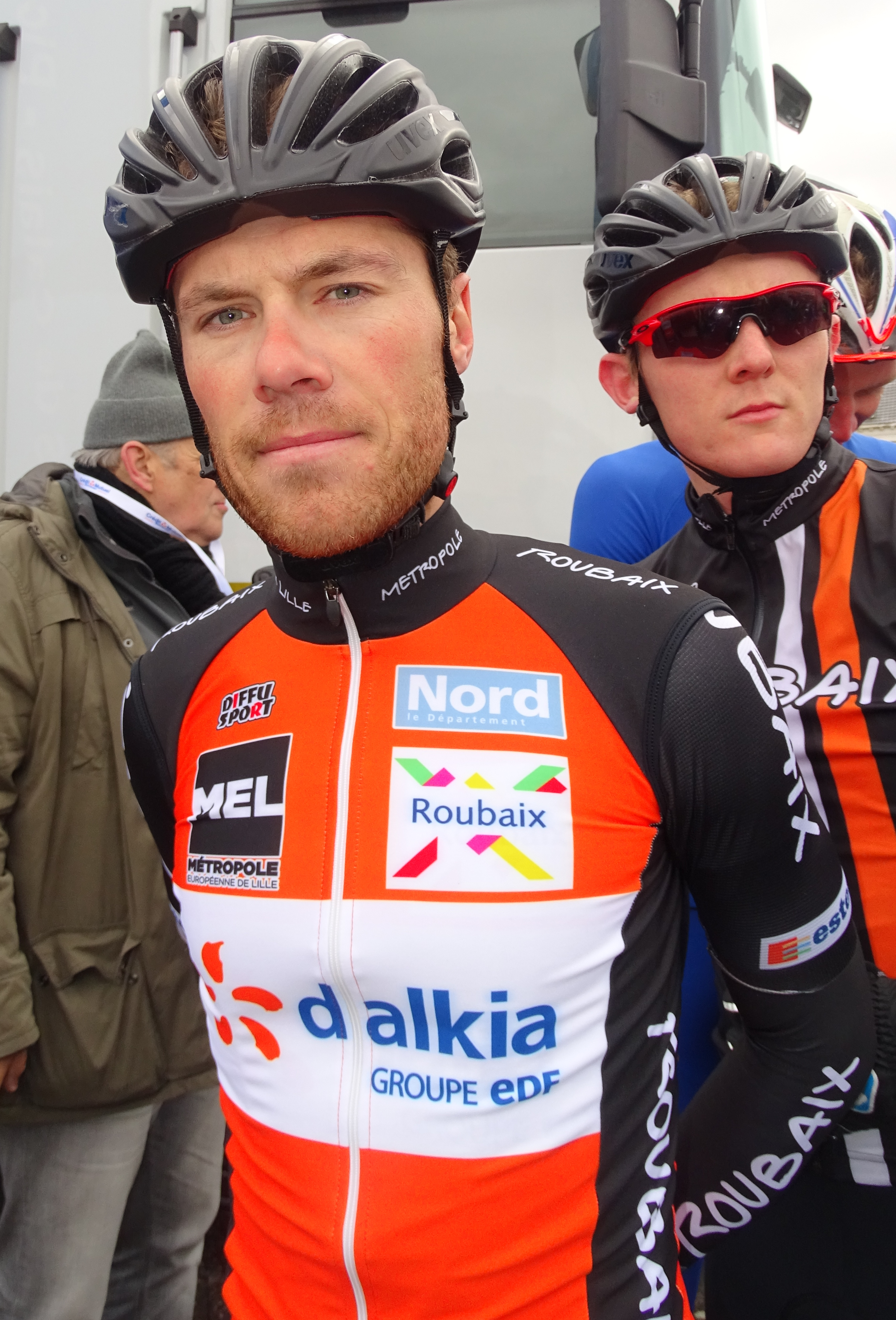
Maxime Vantomme.
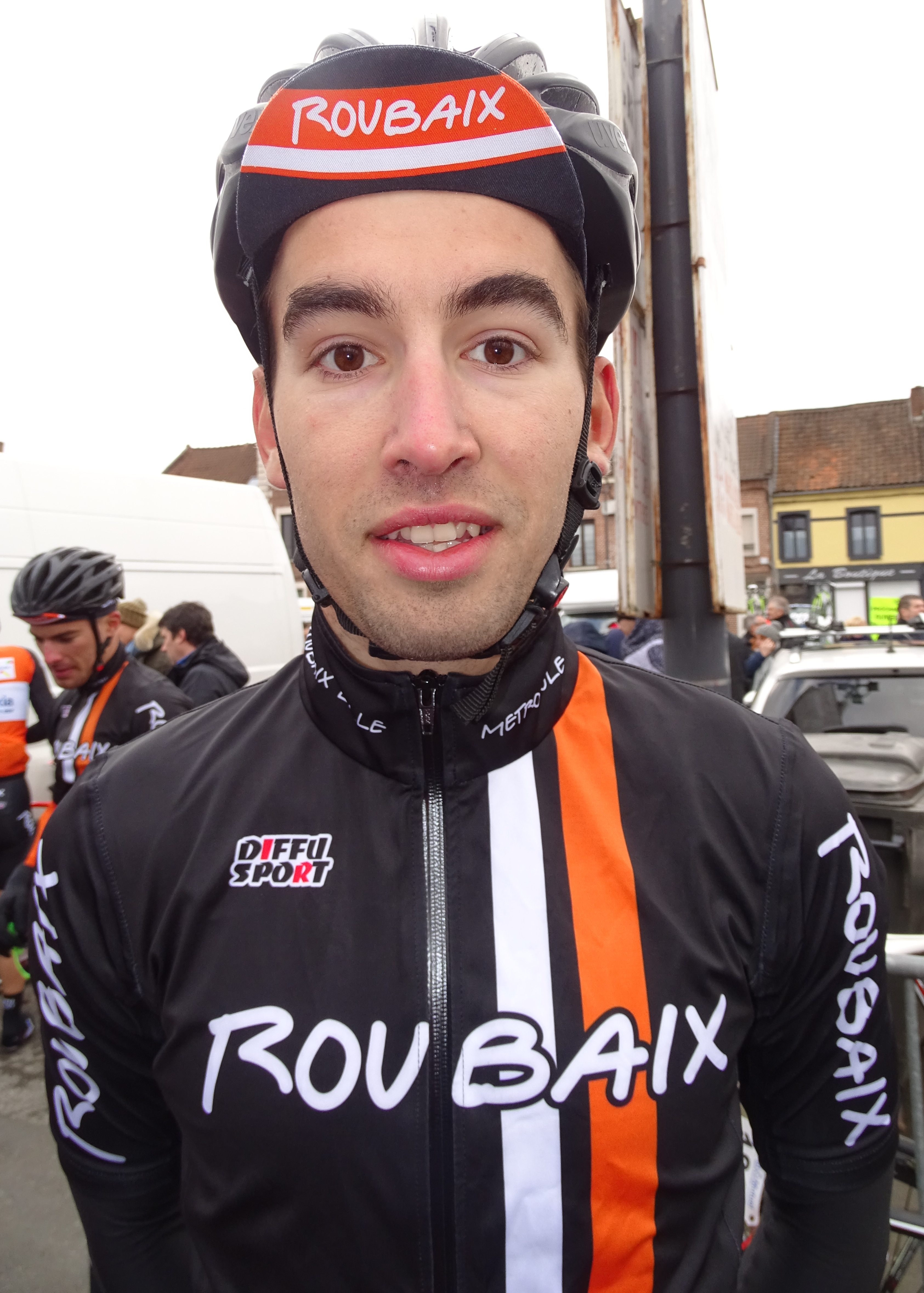
Louis Verhelst.

## Bilan de la saison

### Victoires
| Date       | Course               | Pays   | Classe | Vainqueur     |
| ---------- | -------------------- | ------ | ------ | ------------- |
| 13/03/2016 | Paris-Troyes         | France | 1.2    | Rudy Barbier  |
| 20/03/2016 | Cholet-Pays de Loire | France | 1.1    | Rudy Barbier  |
| 03/07/2016 | Paris-Chauny         | France | 1.2    | Dieter Bouvry |

### Classement UCI[2]
position de l'équipe dans le classement UCI Europe Tour 2016 au 25 septembre 2016
|                   | POSITION | PTS UCI |
| ----------------- | -------- | ------- |
| EQUIPE RML        | 24e      | 870 pts |
| Rudy Barbier      | 34e      | 438 pts |
| Maxime Vantomme   | 167e     | 201 pts |
| Julien Antomarchi | 479e     | 78 pts  |
| Dieter Bouvry     | 558e     | 64 pts  |
| Jimmy Turgis      | 612e     | 58 pts  |
| Felix Pouilly     | 1067e    | 20 pts  |
| Jeremy Leveau     | 1258e    | 11 pts  |